# Teucholabis laneana
Teucholabis laneana är en tvåvingeart som beskrevs av Alexander 1959. Teucholabis laneana ingår i släktet Teucholabis och familjen småharkrankar. Inga underarter finns listade i Catalogue of Life.